# Budynek Zespołu Szkół Mechanicznych w Bydgoszczy

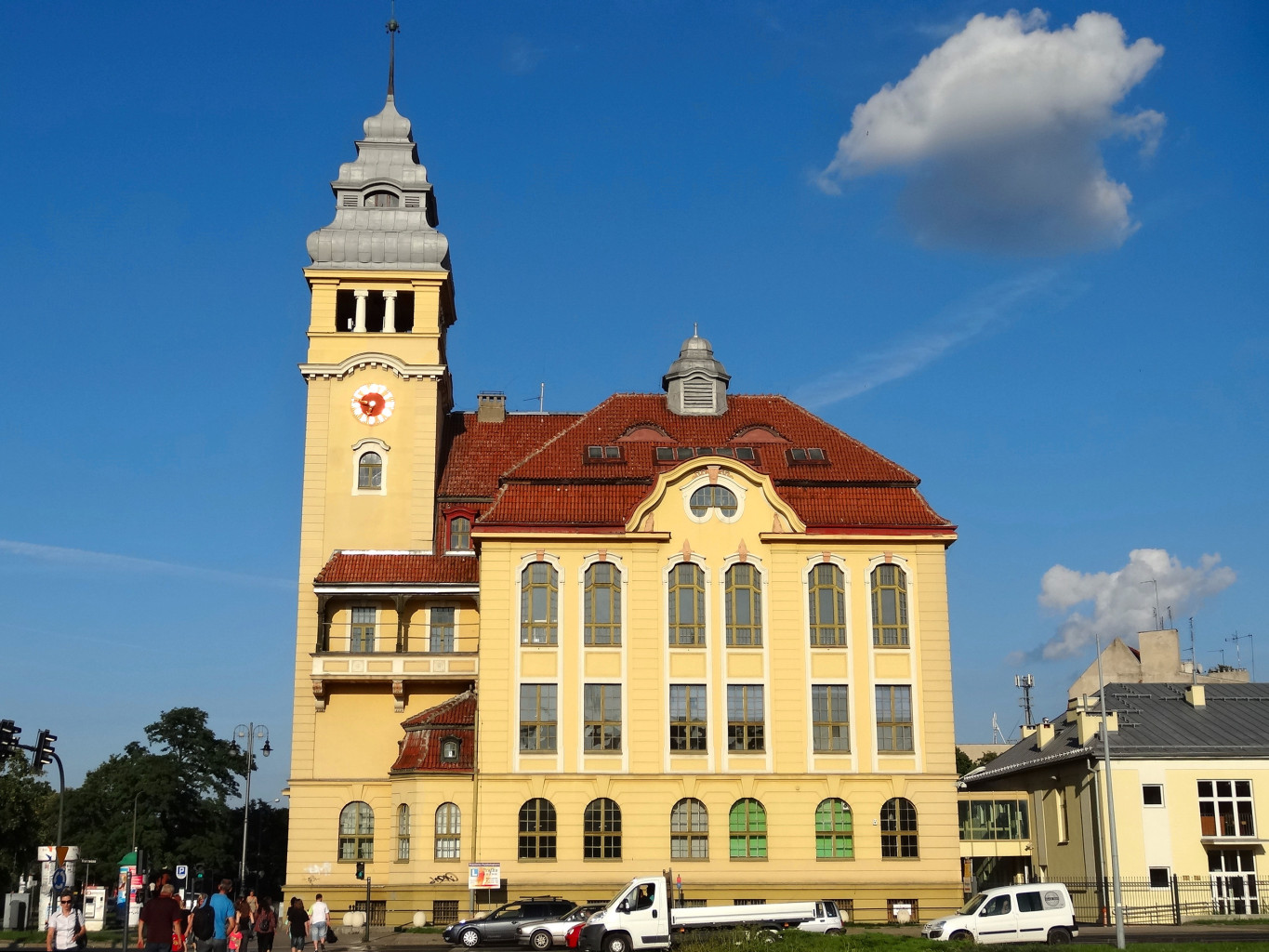
Widok od ul. Kruszwickiej

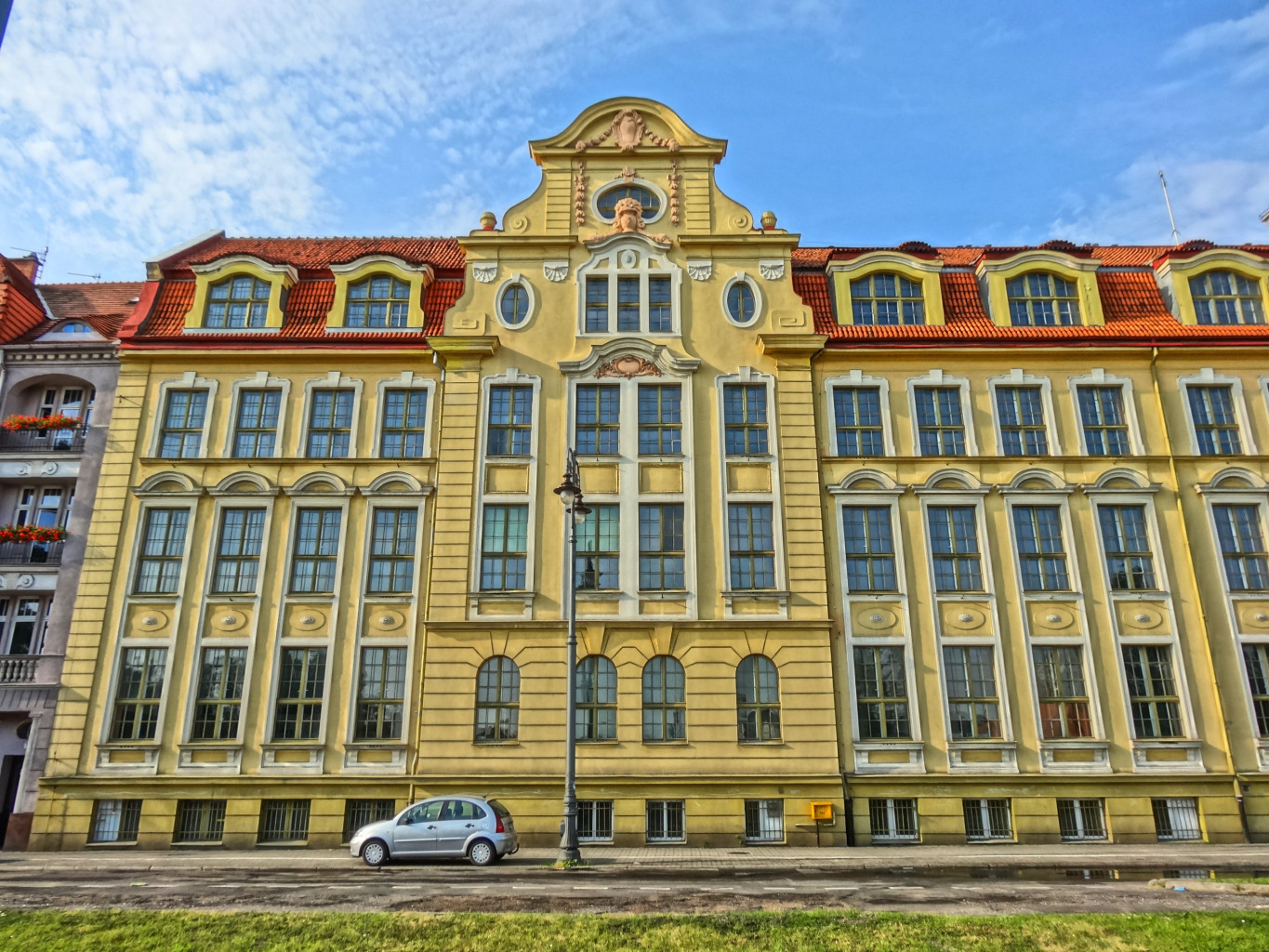
Widok od ul. Świętej Trójcy

Budynek Zespołu Szkół Mechanicznych w Bydgoszczy – zabytkowy budynek użyteczności publicznej w Bydgoszczy, służący celom oświatowym, położony przy ul. Świętej Trójcy 37.

## Położenie
Budynek Zespołu Szkół Mechanicznych znajduje się w południowo-zachodniej części Śródmieścia Bydgoszczy. Jest położony w narożniku ulic Świętej Trójcy i Kruszwickiej. Sylwetka budynku, dawniej odbijająca swój wizerunek w wodach Kanału Bydgoskiego, po jego zasypaniu w 1971 roku prezentuje się okazale od strony Ronda Grunwaldzkiego.

## Historia

### Okres pruski 1908–1920
Powstanie budynku wiąże się z wieloletnimi staraniami władz miasta o ulokowanie w mieście wyższej szkoły technicznej o profilu artystycznym. Już w 1872 roku goszczący w Bydgoszczy cesarz Wilhelm I wmurował kamień węgielny pod gmach szkoły przemysłu artystycznego przy ul. Szkolnej (dzisiejszej ul. Konarskiego). Druga połowa XIX wieku była bowiem okresem niezwykłego rozwoju Bydgoszczy. W parze z dobrą koniunkturą gospodarczą rozwijała się świadomość konieczności kształcenia nowoczesnej kadry dla rozwijających się stale przedsiębiorstw, fabryk i zakładów rzemieślniczych. Ostatecznie przy ul. Konarskiego wzniesiono budynek szkolny, lecz zabrakło funduszy na jego specjalistyczne wyposażenie oraz zatrudnienie wykładowców. W tej sytuacji ulokowano w budynku szkołę dla dziewcząt zwaną w ówczesnej nomenklaturze wyższą.
Przez cały czas trwały jednak starania o utworzenie w Bydgoszczy szkoły technicznej. Wskutek braku takiej szkoły szukająca wykształcenia młodzież opuszczała miasto, a potrzeby rozwijających się firm stale rosły. W listopadzie 1897 roku radca rządowy Ministerstwa Handlu i Rzemiosła Simon zadeklarował wolę partycypowania w kosztach utworzenia szkoły przez państwo, m.in. w postaci udzielenia na ten cel niskooprocentowanego kredytu. W 1900 roku przy ul. Konarskiego otworzono szkołę dokształcającą dla rzemieślników. Nadal jednak trwały stosowne prace nad stworzeniem w Bydgoszczy wyższej uczelni technicznej. Zbierano fundusze i szukano sojuszników w stolicy prowincji – w Poznaniu, jak i w Berlinie. Ostatecznie 14 stycznia 1908 roku podpisano dokumenty, w których zdecydowano o budowie szkoły. Zrezygnowano z idei budowy placówki państwowej na rzecz uczelni miejskiej przy niewielkim zaangażowaniu rządu pruskiego. Na miejsce budowy przeznaczono pusty plac, który magistrat odkupił od prywatnego właściciela za 43 tys. marek. Za plany budowli i projekt zagospodarowania przestrzennego wokół niej zapłacił rząd. Projektantami budynku byli architekci zatrudnieni w bydgoskiej deputacji budowlanej: Otto Brech i Carl Meyer. Budowę rozpoczęto w roku 1910. Gotowy gmach przy ówczesnej ulicy Berlińskiej (dziś Św. Trójcy) stanął w 1911 roku. Budynek, zaprojektowany z rozmachem w atrakcyjnym miejscu nad Kanałem Bydgoskim, wzniesiono z myślą o siedzibie artystycznych kierunków bydgoskiego uniwersytetu, o którego powstanie od kilkudziesięciu lat zabiegały władze miasta.
Królewsko-Pruska Szkoła Rzemiosł i Przemysłu Artystycznego (niem. Königliche Preussische Handwerker- und Kunstgewerbeschule) zainaugurowała działalność wraz z początkiem roku szkolnego 2 października 1911 roku Pierwszym jej dyrektorem został berliński architekt Arno Koernig. Kształcono na czterech kierunkach:
1. architektury i rzemiosła artystycznego,
2. malarstwa dekoracyjnego i grafiki,
3. rzeźbiarstwa,
4. tkactwa i haftu artystycznego.

Była to wówczas jedyna w Prowincji Poznańskiej państwowa szkoła artystyczna. W 1916 roku przemianowano ją na Akademię Przemysłu Artystycznego. Tym samym dołączyła ona do grona miejskich uczelni, w ówczesnej nomenklaturze – wyższych. Obok niej działały jeszcze dwa Konserwatoria Muzyczne. Akademia przetrwała w niezmienionym kształcie do wyzwolenia Bydgoszczy w roku 1920.

### Okres międzywojenny 1920–1939
Po włączeniu Bydgoszczy do odrodzonego państwa polskiego w 1920 roku, działalność szkoły kontynuowano pod nazwą Państwowa Szkoła Przemysłu Artystycznego. Dyrektorem placówki został architekt Kazimierz Ulatowski. Nadal kształcono w niej artystów malarzy, rzeźbiarzy, grafików, tkaczy i fotografików. Kadra profesorska rekrutowała się spośród artystów sprowadzonych zarówno z innych regionów Polski jak i z zagranicy. Do Bydgoszczy trafili wówczas m.in.: malarze Jerzy Rupniewski, Bolesław Lewański, rzeźbiarz, malarz i medalier Jan Wysocki, Bronisław Bartel, Feliks Giecewicz, grafik Karol Mondral, Piotr Chmura, Leon Dołżycki i artysta kilimkarz Antoni Procajłowicz. Byli to najwybitniejsi żyjący wówczas przedstawiciele różnych kierunków artystycznych. Uczelnia bydgoska należała do wąskiego grona czterech istniejących w kraju szkół wyższych o takim profilu. Szkoła będąca bardzo silnym ośrodkiem artystycznym promieniowałą na całą Wielkopolskę i Pomorze. 1 września 1921 roku z inicjatywy grona profesorskiego, stanowiącego niewątpliwie elitę intelektualną ówczesnej Bydgoszczy, powołano do życia Towarzystwo Zachęty Sztuk Pięknych.
Pomimo tak elitarnej pozycji, nie było dane długo funkcjonować uczelni w tym kształcie. Władze państwowe przy słabym oporze bydgoskiego magistratu zdecydowały, iż w czasach odbudowy kraju, bardziej potrzeba mu rzemieślników, niż artystów. Choć środowisko artystyczne miasta rozpoczęło batalię o zachowanie status quo, zakończyła się ona niepowodzeniem. Górę wzięły racje ekonomiczne. Szkołę artystyczną zlikwidowano, a w jej miejsce powołano średnią Państwową Szkołę Przemysłową, która rozpoczęła swą działalność w roku szkolnym 1923/24. Wykładający w niej do tej pory artyści opuścili Bydgoszcz, a dyrektorem nowej szkoły został inż. Franciszek Siemiradzki. W szkole utworzono dwa wydziały:
- techniczny, na którym kształcono techników rolników oraz
- rzemiosła artystycznego, gdzie kształcono stolarzy i ślusarzy artystycznych.

Poza tym działała również zawodowa szkoła rzemieślnicza. Rok później dokonano kolejnej nowelizacji. Otwarto trzy wydziały: przemysłów rolnych, na którym kształcono techników rolników oraz grafiki przemysłowej i rzemieślniczo-przemysłowy, których absolwenci otrzymywali świadectwo ukończenia szkoły zawodowej. W latach 1926–1931 w gmachu przy ul. Świętej Trójcy istniała także Cywilna Szkoła Mechaników Lotniczych, traktowana jako wydział.
Po reorganizacji w 1931 roku, szkoła składała się z dwóch wydziałów: Chemicznego z oddziałami chemiczno-cukrowniczym i gazowniczym oraz Wydziału Młynarskiego. Była to jedyna placówka w Polsce kształcąca fachowców w tej dziedzinie. O przyjęcie do bydgoskiej szkoły ubiegali się więc kandydaci z całego kraju. Poza tym kształcono tu również elektryków, grafików i elektromonterów. Przeciętna frekwencja wynosiła około 400 uczniów, jedynie w latach wielkiego kryzysu spadła poniżej 300 uczniów. Specyficzna dla tej placówki była proporcja między uczniami pochodzącymi z Bydgoszczy a zamiejscowymi. Ci ostatni na ogół przeważali liczebnie i dopiero w ostatnich latach działalności szkoły uczniowie miejscowi znaleźli się w większości. W związku z tym szkoła posiadała własną bursę przy ul. Nowodworskiej 11 (do 1935 roku).
Państwowa Szkoła Przemysłowa była znana z dobrej organizacji pracy dydaktyczno-wychowawczej i wzorowego wyposażenia technicznego. W 1932 roku posiadała 11 sal wykładowych, czytelnię, bibliotekę uczniowską i nauczycielską (ponad 2 tys. tomów) oraz gabinety i pracownie: chemiczne, analizy technicznej, technologii specjalnej i organicznej, badań młynarskich, chemicznych i fizycznych, pracownię drukarską, fotochemigraficzną, pokój do prac siarkowodorowych. Ponadto uruchomiono i wyposażono dla potrzeb szkoły młyn doświadczalny, warsztaty stolarskie, ślusarsko-mechaniczne, 20 obrabiarek ważniejszych typów, dwa ogniwa kowalskie, hartownię i aparat acetylenowego spawania Przez całe dwudziestolecie międzywojenne szkołę ukończyło blisko dwa tysiące absolwentów wszystkich kierunków.

### Okres okupacji niemieckiej 1939–1945
W czasie okupacji niemieckiej w budynku urządzono siedzibę policji.

### Okres powojenny po 1945 roku
Po wyzwoleniu miasta spod okupacji hitlerowskiej w styczniu 1945 roku do szkoły powrócił jej przedwojenny dyrektor inż. Franciszek Siemiradzki. Po kilkumiesięcznych perturbacjach, działającej już szkole zwrócono gmach przy ul. Świętej Trójcy. We wrześniu 1945 roku inaugurująca swą działalność Państwowa Szkoła Techniczna (lub Państwowe Średnie Szkoły Techniczne) otworzyła: gimnazjum mechaniczne, elektryczne i chemiczne. Później, podobnie jak w dwudziestoleciu międzywojennym, odpowiadając na zapotrzebowanie odbudowującego się przemysłu i dostosowując profil szkoły do rozwijającej się gospodarki, otwierano w niej m.in. kierunki: chemiczny, gazowniczy, mierniczy, radiowo-telewizyjny, elektroniczny, geodezyjny, urządzeń pokładowych i osprzętu lotniczego, budowy i eksploatacji samolotów, żeglugi śródlądowej i wiele innych. W latach 1951–1975 nosiła nazwę Technikum Mechaniczno-Elektrycznego, a następnie Zespołu Szkół Mechanicznych nr 1. Nawiązała kontakty ze większymi zakładami i przedsiębiorstwami przemysłowym działającymi na terenie miasta i regionu. W nich uczniowie odbywali praktyki, a po ukończeniu nauki znajdowali zatrudnienie. Większość absolwentów szkoły studiowała na uczelniach politechnicznych w Bydgoszczy i na terenie całego kraju.
W 1989 roku patronem Zespołu Szkół Mechanicznych został jego wieloletni dyrektor inż. Franciszek Siemiradzki. W szkole kształcono techników mechaników budowy maszyn, obróbki plastycznej, osprzętu lotniczego. W okresie powojennym szkołę ukończyło wiele tysięcy absolwentów. Zatrudniani jako specjaliści, piastowali wysokie stanowiska w bydgoskim przemyśle, zajmowali kierownicze stanowiska w administracji państwowej i samorządowej. Kilkunastu z nich zostało ministrami, posłami oraz wybitnymi naukowcami.

## Architektura
Budynek wzniesiono w stylu eklektycznym z przewagą form neobarokowych. Jest podpiwniczony, murowany z cegły, otynkowany, trzypiętrowy, nakryty dachem z mansardą. W elewacji frontowej znajdują się dwa ryzality, zakończone odrębnymi szczytami. W północno-zachodnim narożniku znajduje się kwadratowa wieża z loggią, zwieńczona metalowym hełmem. Okna są w większości prostokątne lub zamknięte półkoliście, z ozdobnymi gzymsami nadokiennymi. W elewacji bocznej zachodniej na poziomie parteru znajduje się dobudówka, przykryta dachem mansardowym.

## Galeria

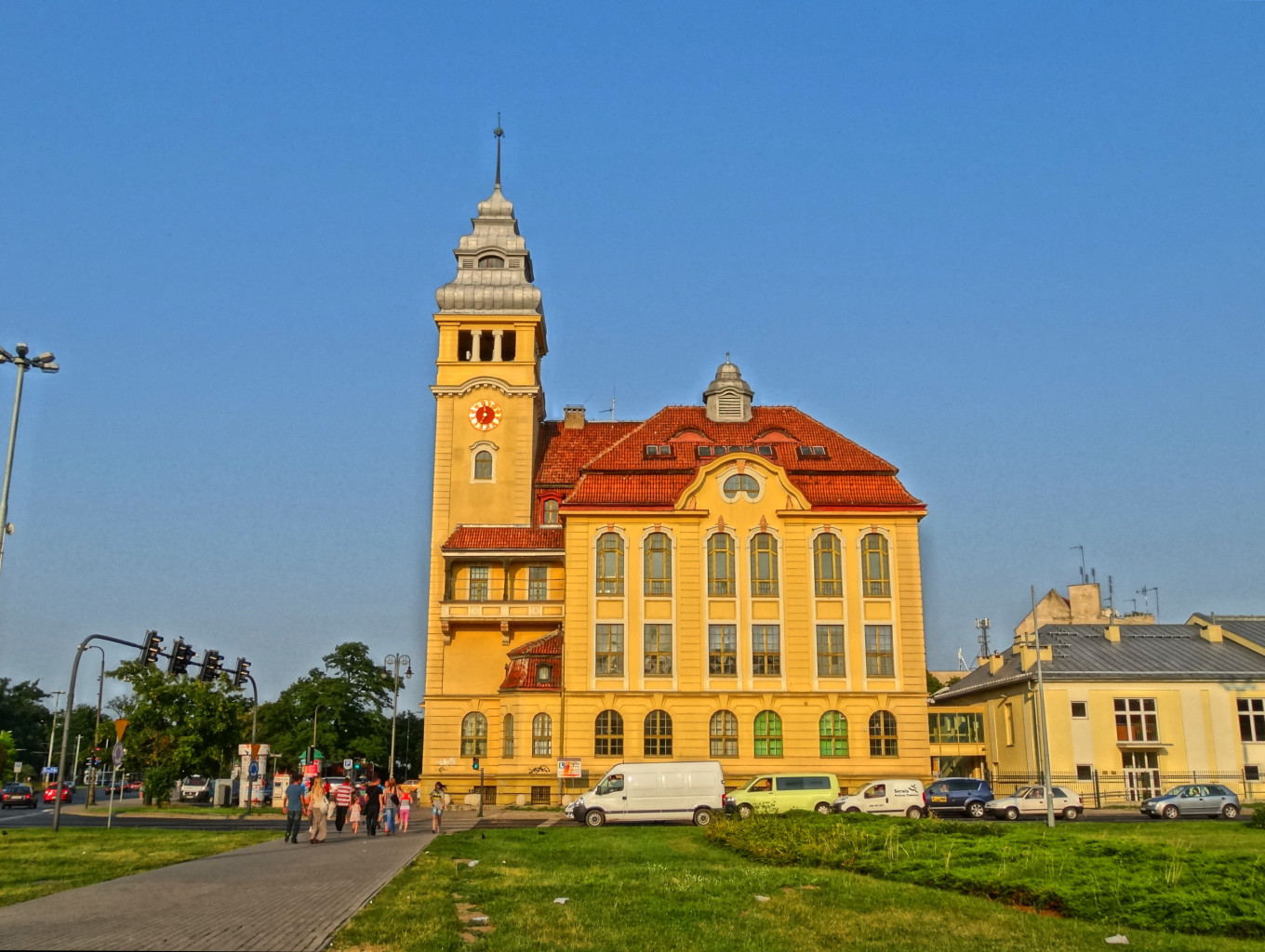
Widok od strony CH "Rondo"
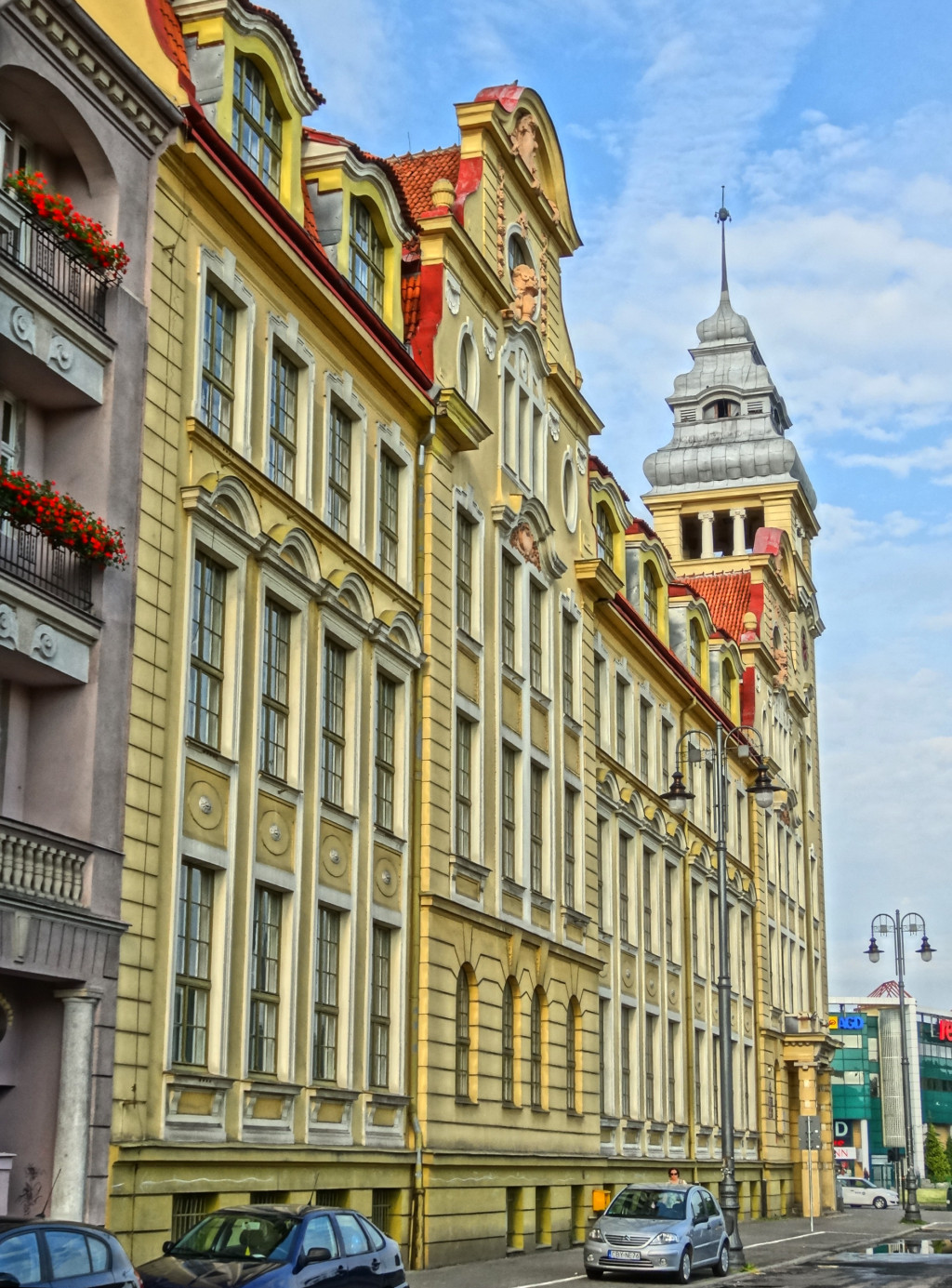
Widok z ul. Świętej Trójcy
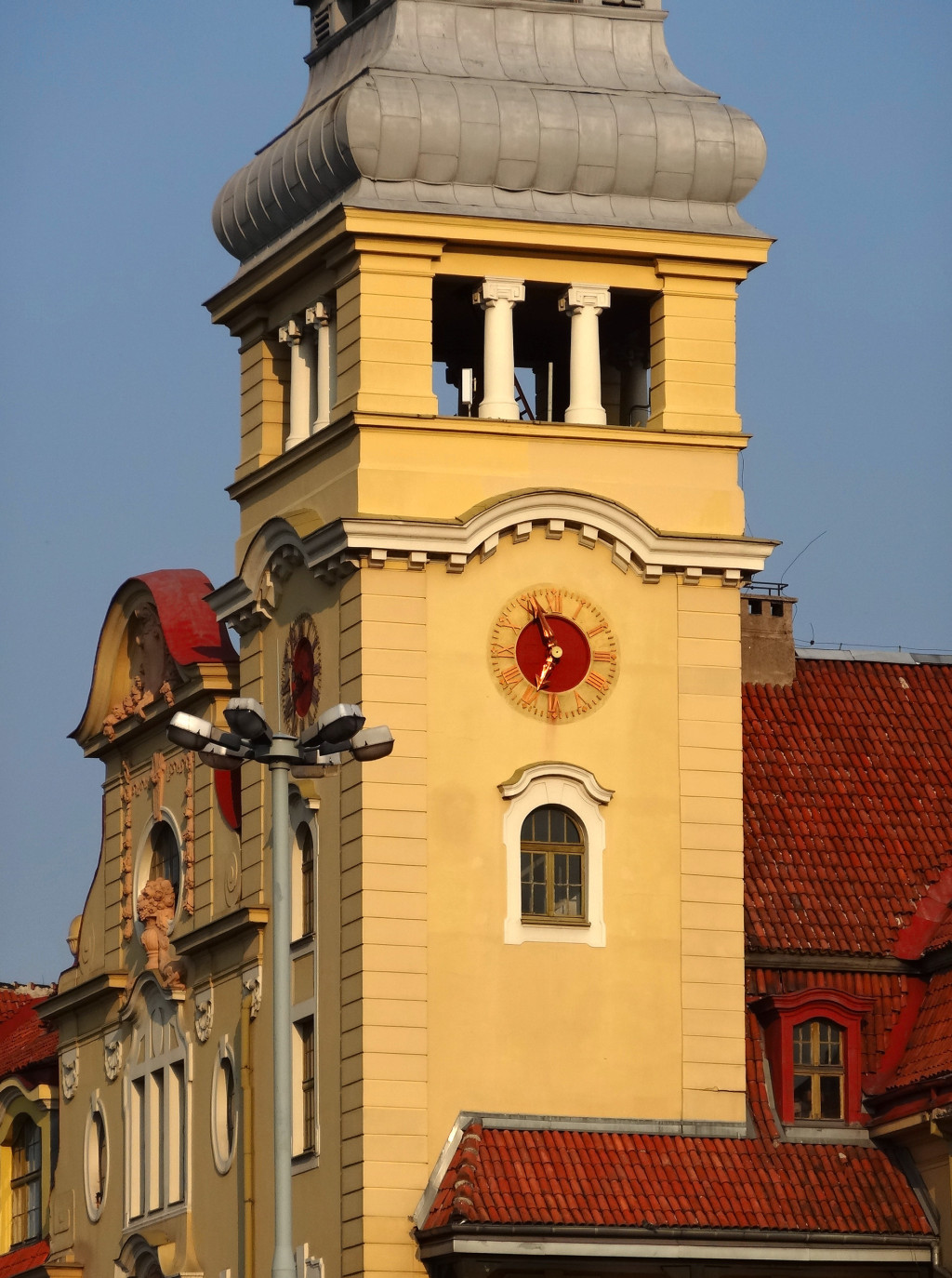
Detale
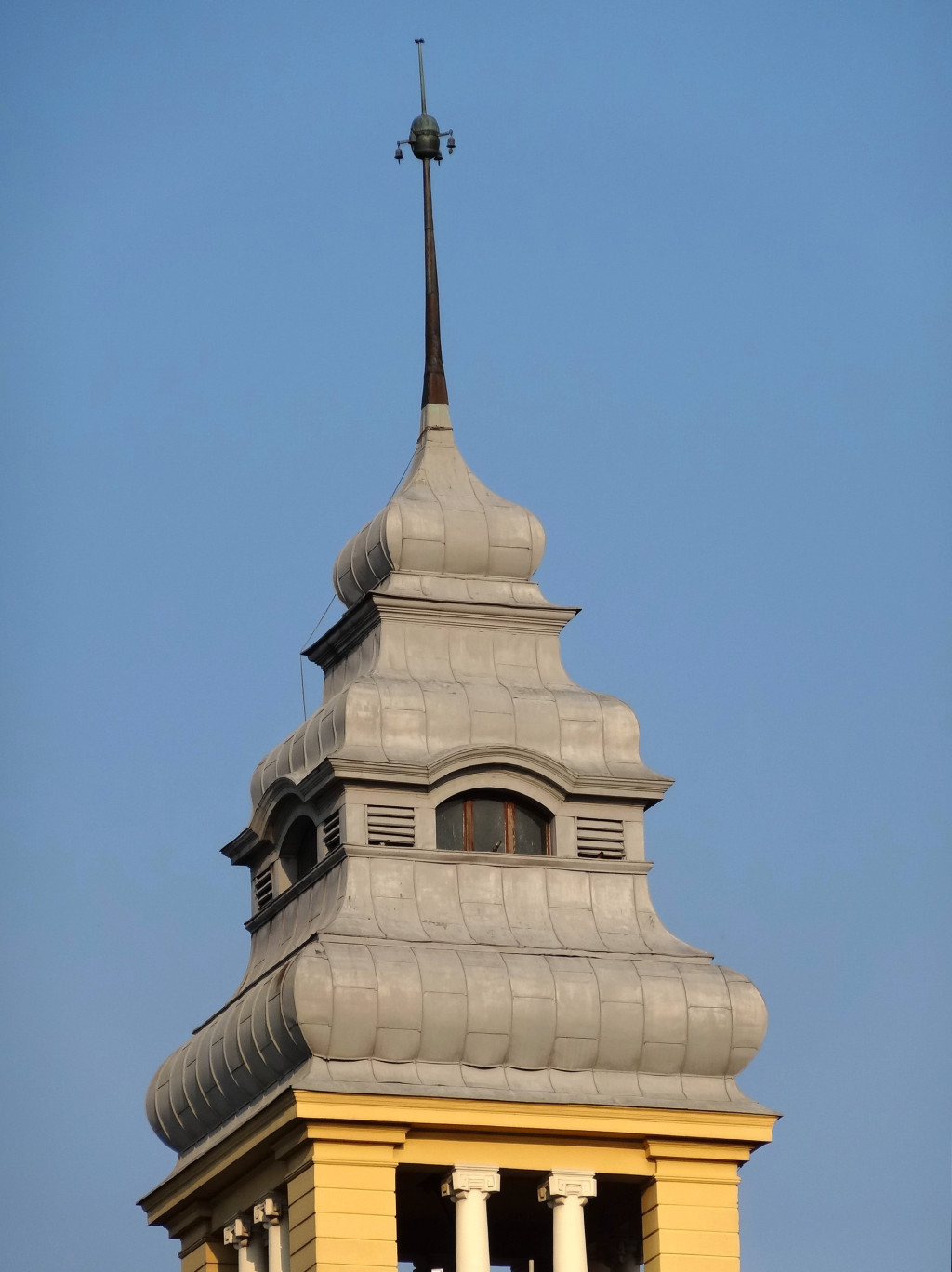
Hełm wieży
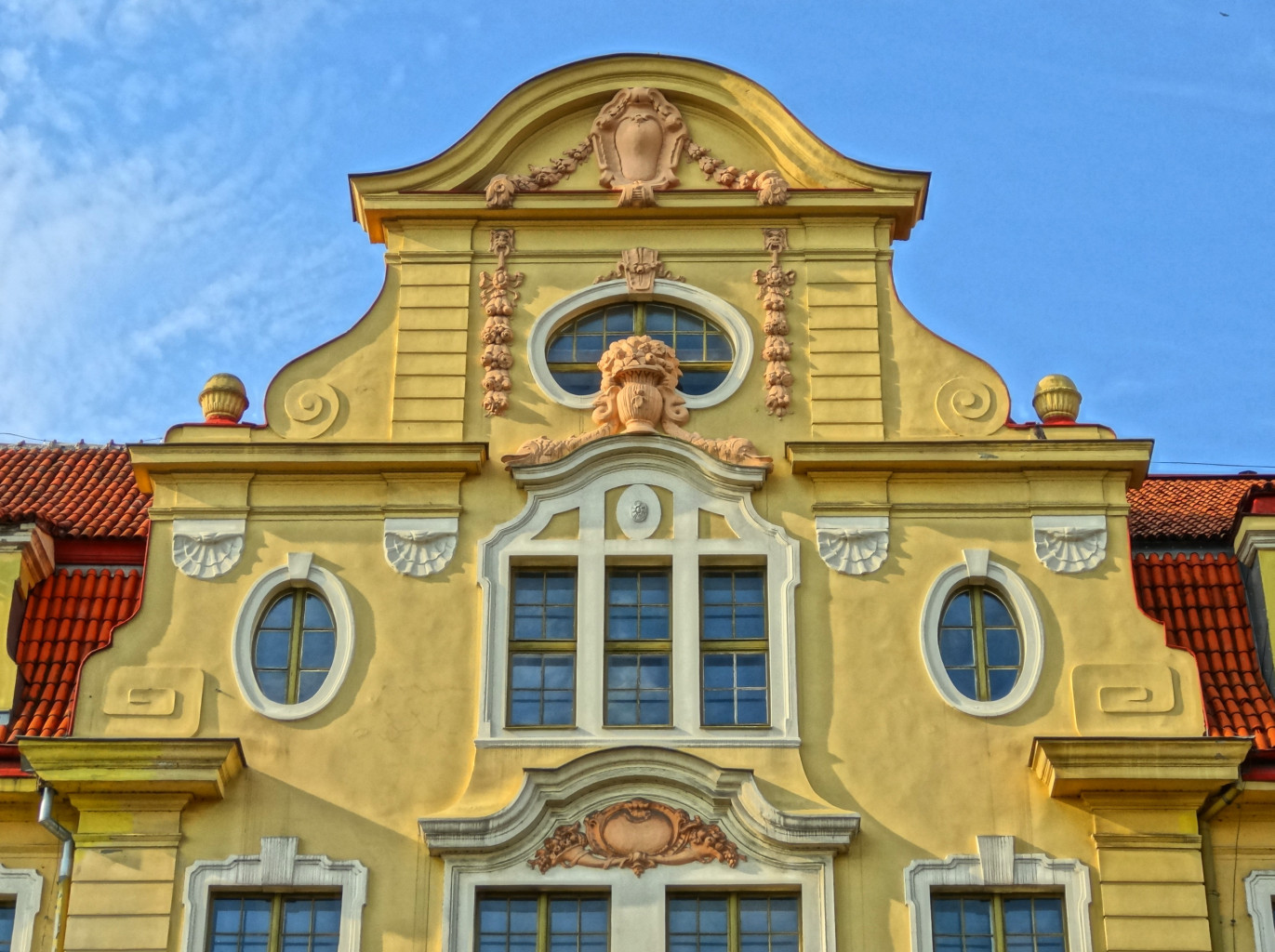
Ryzalit
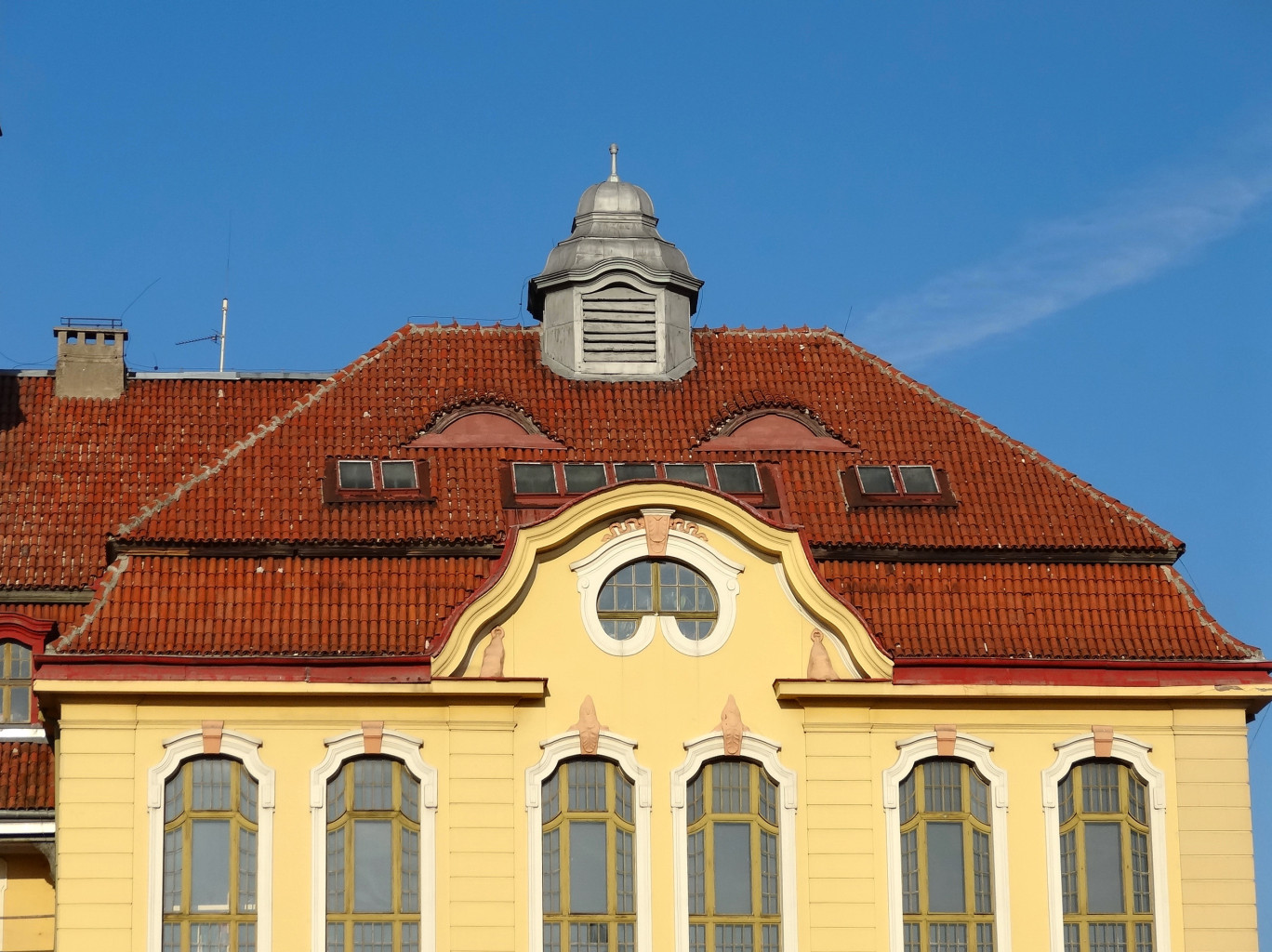
Dach mansardowy
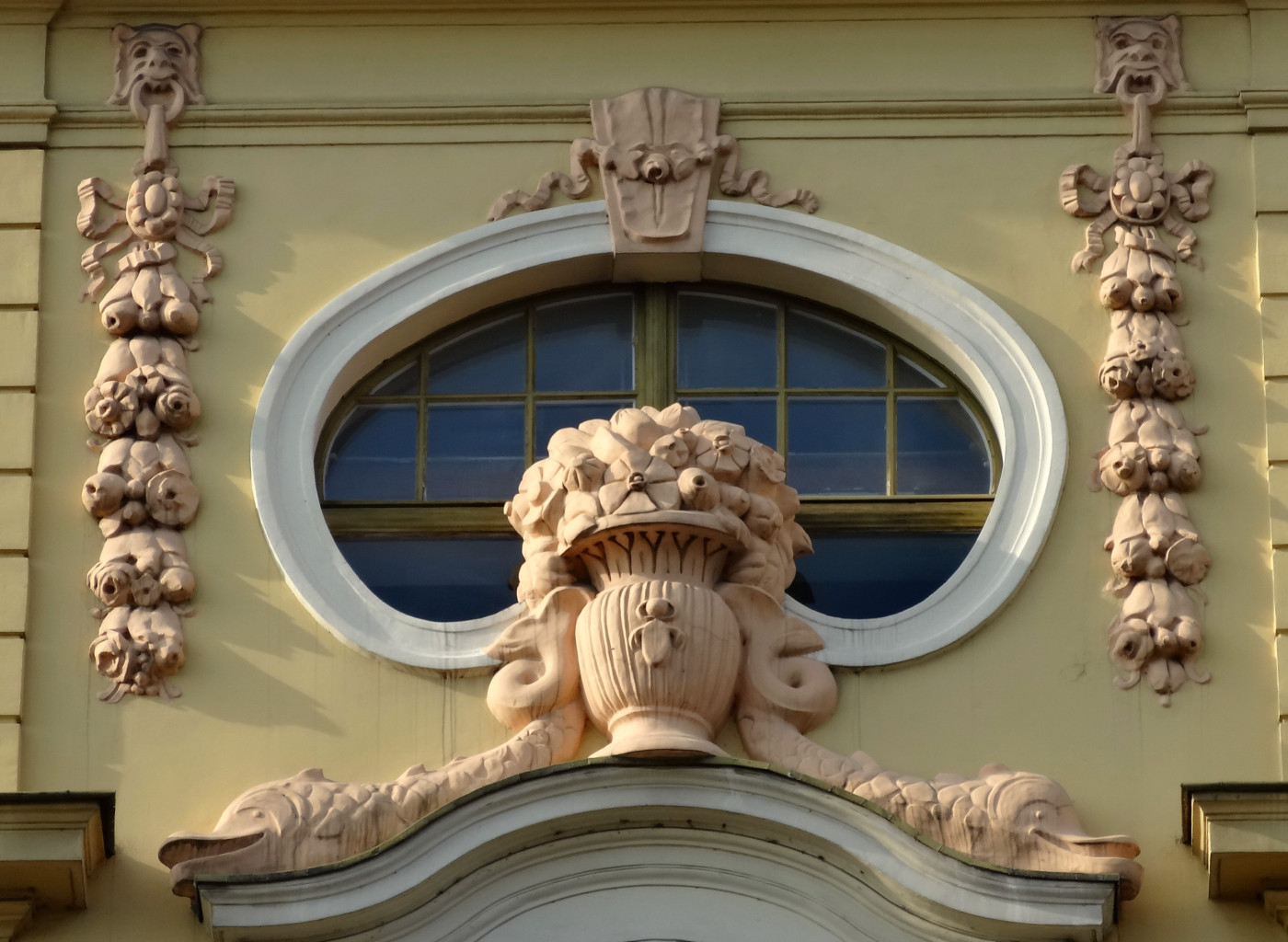
Sztukaterie na elewacji